# 2022 en Chine
Cet article présente les faits marquants de l'année 2022 en Chine.

## Évènements

### Février
- 4 février : cérémonie d'ouverture des XXIVe Jeux olympiques d'hiver 2022, organisés à Pékin.
- 20 février : cérémonie de clôture des Jeux olympiques d'hiver de Pékin.

### Mars
- 4 mars au 13 mars : XIIIe Jeux paralympiques d'hiver à Pékin, en Chine.
- 21 mars : en Chine, un Boeing 737 assurant le vol 5735 de la compagnie China Eastern Airlines s'écrase avec 133 personnes à bord.

### Juin
- 1er juin : une personne est tuée et 6 blessées après qu'un tremblement de terre de magnitude 5,9 a frappé le Sichuan[1].
- 17 juin : la Chine lance son troisième porte-avions, le Fujian, lors d'une cérémonie à Shanghai, renforçant encore sa capacité à projeter des militaires à l'étranger. Elle possède désormais le deuxième plus grand nombre de porte-avions de tous les pays; derrière seulement les onze porte-avions des États-Unis mais devant les deux exploités par le Royaume-Uni[2].

### Octobre
- 16 au 22 octobre : le 20e congrès national du Parti communiste  renouvelle Xi Jinping comme secrétaire général, et élit les nouveaux comité central et bureau politique.

### Novembre
- Novembre : manifestations contre les blocages du Covid-19.

### Décembre
- 7 décembre : les autorités annoncent un assouplissement des règles anti-Covid-19 (stratégie zéro covid)[3].